# Nancy Dalberg
Nancy Dalberg f. Hansen (6. juli 1881 i Drøsselbjerg – 28. september 1949 på Frederiksberg) var en dansk pianist og komponist. Forældrene var apoteker, fabrikant Christian Ditlev Ammentorp Hansen og hustru Agnes Mathilde von Hedemann. Hun giftede sig med ingeniørofficer, portrætmaler Erik Dalberg (1875-1945) 28. juli 1901. Ægteskabet opløst 1945.
Nancy Dalbergs far, Christian Hansen, havde opbygget en virksomhed i den mejeritekniske branche og tjent så mange penge at han kunne købe et sydfynsk gods, Mullerup, hvor datteren voksede op under beskyttede forhold på livets solside. Som tiden forventede blev hun undervist i klaverspil, og hun blev så god, at hun havde planer om en koncertkarriere. Hun kom så vidt, at hun i 1907 kunne spille offentligt ved en velgørenhedskoncert. Imidlertid blev hendes ene arm skadet ved et fald, så hun måtte opgive at spille på koncertniveau
På det nærliggende gods Broholm, boede Hilda Sehested, en af tidens andre kvindelige komponister. Hun var 20 år ældre end Nancy Dalberg, men har muligvis inspireret Dalberg til at forsøge sig på kompositionsområdet i stedet for. I årene 1909-1911 studerede hun musikteori og komposition hos komponisten og dirigenten Johan Svendsen. Efter yderligere studier hos komponisten Fini Henriques blev hun i 1913 elev af Carl Nielsen, som ikke blot underviste hende i komposition og instrumentation, men tillige blev en god ven og musikalsk støtte. Carl Nielsen satte så stor pris på Nancy Dalberg, at han lod hende assistere sig ved instrumenteringen af værkerne Aladdin og Fynsk Forår. Han var også som violinist med til at uropføre hendes første strygekvartet ved en musikaften i hendes hjem i 1914, og dirigerede Scherzo for Strygeorkester ved en koncert i 1915 i Odd Fellow Palæet. Derefter fik hun som den første kvindelige komponist opført en symfoni, som sammen med scherzoen og endnu et nyt værk, Capriccio for Orkester, blev uropført under Carl Nielsens ledelse i 1918.
Men selvom anmeldelserne efter koncerten roste hendes musik, var der dog begrænsede muligheder for, at en kvinde kunne slå igennem som komponist af store krævende orkesterværker. Resten af livet koncentrerede hun sig om de mindre former, kammermusik og især sange. Især hendes 2. og 3. strygekvartet fra 1920’erne roses for et selvstændigt tonesprog og en sikker kompositionsteknik. Sangene blev ret ofte fremført ved koncert i hendes levetid bl.a. takket være koncertsangerne Anders Brems, Else Ammentorp og Ingeborg Steffensen.

## Musik

### Instrumental
- op. 6 Scherzo for strygeorkester (1914)
- op. 8 Fantasi for violin og klaver – Scherzo grazioso (1921/27)
- op. 9 To orkesterstykker (2 satser bearbejdet fra symfonien – 1918)
- op. 14 Strygekvartet nr. 2 i g-mol (1922)
- op. 16 "Tannhaüsersang" (sopran og orkester)
- op. 20 Strygekvartet nr. 3 (1927)

- Strygekvartet nr. 1 i d-mol (1915)
- Andante serioso (cello og klaver 1915)
- Fantasistykke for cello og klaver (1915)
- Symfoni i c#-mol (1917)
- Capriccio for orkester (1918)
- Fantasistykke I for violin og klaver (1921
- Arabisk musik fra Sahara (obo, bratsch og tromme – 1928)

- Fantasistykke No. 2 for/Violin og Klaver
- Stemning (cello og klaver)
- Marianne Sinclairs sang (sang og orkester)
- Svanerne (sang og orkester)

### Kor
- Vandet risler med sagte Lyd (For 4-st. blandet kor a cappella)

### Sang med klaver
- Aftenskyerne (H.V. Kaalund)
- Angelusklokker (Johannes Jørgensen)
- Anna var i Anders kær (Jeppe Aakjær)
- Aprilvise (Mads Nielsen)
- Arkturus (Johannes Jørgensen)
- Chinatown (Hans Hartvig Seedorff Pedersen)
- Da stiger en Længsel
- Der løber bag Krattet (Otto C. Fønss)
- Der sidder en munk i bure (Mads Nielsen)
- Der laa Is paa Sund og Bælter
- Det suser mig for øret (Thor Lange)
- Die helle Sonne (Bodenstedt)
- Efemer-glæder (H.V. Kaalund)
- Endnu i Nat (duet – Hans Hartvig Seedorff Pedersen)
- Folkevise (Martin Andersen Nexø)
- Foraarsvise (Henrik Greensteen)
- Gamle Sange ("En svunden Vaar") (Johannes Jørgensen)
- Glæde
- Jeg ser for mit Øje (Holger Drachmann)
- Jeg ved en Smaafugl i Lunden
- Liden Gunver (Johannes Ewald)
- Livets Mester (Sophie Breum)
- Luk dine øjne (Ludvig Holstein)
- Høgen (Jeppe Aakjær)
- Manon (Johannes Jørgensen)
- Magnus den blinde (Bjørnstjerne Bjørnson)
- Min Elskede danser i Sale (L.C. Nielsen)
- Min Moder har villet det saa
- Mit Hjem (Mads Nielsen)
- My heart and I (Ellen Arendrup)
- Nocturne (Thor Lange)
- Russisk Romance (Duet – Thor Lange)
- Sensommer
- Skoven (Mads Nielsen)
- Skämterim (Lenngren)
- Sol og Maane (Helge Rode)
- Sorgens Lyst (A. Munch)
- Taylor’s Sang (Bjørnstjerne Bjørnson)
- Under Bøgeløvet (Theodor Storm/Hans Bagge)
- Ung Sommer (duet – Mads Nielsen)
- Ved Havet (Mads Nielsen)
- Vaardrømme (Inger Bugge)
- Zigeunersang (Thor Lange)